# Martin Achard
Pour les articles homonymes, voir Achard.
Martin Achard, né le 21 février 1971 à Québec et mort le 1er janvier 2022, est un poète et historien canadien de la philosophie et de la boxe québécoise.

## Biographie
Martin Achard effectue ses études secondaires au Petit Séminaire de Québec, où il compte comme confrères de classe Philippe Girard et Francis Leclerc.
En 2000, il décroche un doctorat en philosophie ancienne de l’Université Laval,. Titulaire d’une bourse du Conseil de recherches en sciences humaines du Canada, il mène de 2001 à 2003 des études postdoctorales sur les philosophies post-aristotéliciennes à l’UPR 76 du Centre national de la recherche scientifique (CNRS) à Paris, sous la direction d’Alain Philippe Segonds.
De 2007 à 2008, il travaille avec Richard Sorabji en tant qu’éditeur adjoint du Ancient Commentators on Aristotle Projet au King's College de Londres.
Inspiré par l'analyse du discours et la logique informelle, il s’est entre autres intéressé dans ses travaux aux procédés argumentatifs employés par Aristote,, de même qu’aux méthodes interprétatives utilisées par ses commentateurs. On lui doit notamment les premières études détaillées de certaines parties de la paraphrase sur les Seconds Analytiques de Thémistios.
En 2011, il a fait paraître son premier recueil de poésies.

## Publications

### Poésie
- D'angles et de pointes, Ottawa, L'Interligne, 2011[1].

### Philosophie

#### Livres
- M. Achard, L. Ferroni, J.-M. Narbonne, Plotin. Œuvres complètes, Tome I, Volume I. Introduction - Traité 1 (I 6), Sur le beau, Paris, Les Belles Lettres, 2012 (Collection des universités de France, Série grecque, 482), 420 p.
- Épistémologie et pratique de la science chez Aristote. Les Seconds Analytiques et la définition de l’âme dans le De Anima, Paris, Klincksieck, 2004 (Études et commentaires, 106), 207 p. Compte rendu dans Zêtêsis

#### Ouvrages dirigés
- Avec W. Hankey et J.-M. Narbonne, Perspectives sur le Néoplatonisme, Québec, Les Presses de l’Université Laval, 2009, 280 p.
- Avec F. Renaud, Le commentaire philosophique dans l’Antiquité (I), numéro spécial du Laval théologique et philosophique, 64,1 (2008), 125 p.
- Avec F. Renaud, Le commentaire philosophique dans l’Antiquité (II), numéro spécial du Laval théologique et philosophique, 64,3 (2008), 110 p.

#### Sélection d’articles
- « The Physicist and the Definition of Natural Things. Asclepius’ Interpretation of Metaphysics E 1. 1026a2-3 », Dionysius, 27 (2009).
- « Jean Philopon, Commentaire aux Seconds Analytiques, 12, 4-20, 2 », dans J.-M. Narbonne et P.-H. Poirier (éds.), Gnose et Philosophie. Mélanges en hommage à Pierre Hadot, Québec, Les Presses de l’Université Laval, 2009, p. 31-40.
- « Themistius’ Paraphrase of Posterior Analytics 71a17-b8. An example of Rearrangement of an Aristotelian Text », Laval théologique et philosophique, 64,1 (2008), p. 15-31.
- « The Good’s Beauty is above Beauty. Plotinus’ Argument in Ennead VI.7[38].32-33 », dans R. Berchman et J. Finamore (éds.), Metaphysical Patterns in Platonism: Ancient, Medieval, Renaissance, and Modern, Nouvelle-Orléans, University Press of the South, 2007, p. 45-56.
- « La paraphrase de Thémistius sur le chapitre I 1 des Seconds Analytiques », Cahiers des études anciennes, 43 (2006), p. 7-11.
- « Philoponus’ Commentary on Posterior Analytics, I.1, 71a17-b8. A Translation », Dionysius, 24 (2006), p. 139-148.
- « Le Traité 54 de Plotin. À propos d’une traduction récente », Laval théologique et philosophique, 62,2 (2006), p. 381-388.
- « La paraphrase de Thémistius sur les lignes 71 a 1-11 des Seconds Analytiques », Dionysius, 23 (2005), p. 105-116.
- « Une note sur la concordance des conceptions plotinienne et scotiste de la liberté divine », Journal of Neoplatonic Studies, 14 (2004), p. 55-64.
- « Logos endiathetos et théorie des lekta chez les stoïciens », Laval théologique et philosophique, 57,2 (2001), p. 225-233.
- « Définition de l’âme et méthode de division : une note sur le De Anima, II 1, 412 a 6-21 », Angelicum, 77 (2000), p. 397-405.
- « Tradition et histoire de l’aristotélisme. Le point de vue des indices externes dans le problème de l’authenticité du traité des Catégories », Laval théologique et philosophique, 56,2 (2000), p. 307-351.

#### Traductions
- J.-M. Narbonne, Lévinas et l’héritage grec, suivi de W. Hankey, Cent ans de néoplatonisme en France. Une brève histoire philosophique, traduit par M. Achard et J.-M. Narbonne, Paris/Québec, Vrin/Les Presses de l’Université Laval, 2004.